# Analisi del terreno
L'analisi del terreno è una procedura che permette di rilevare le caratteristiche fisiche, chimiche e biologiche di un suolo, ed elaborarle per ottenere delle indicazioni per esaltare la fertilità del suolo stesso. Vengono generalmente distinte analisi minime (tessitura, pH, macroelementi principali) e complete. 

## Raccolta del campione
Per eseguire un'analisi del terreno deve essere raccolto un campione rappresentativo della superficie oggetto dell'analisi, nella zona dove maggiormente insistono gli apparati radicali. Secondo il criterio della casualità, all'interno di un appezzamento omogeneo per caratteristiche pedologiche e agronomiche, evitando le zone di bordo, comunque non più esteso di un paio di ettari vengono raccolti diversi saggi del suolo, fatti utilizzando una trivella o un badile, eseguiti fino ad una profondità in genere di una quarantina di centimetri; va eliminato lo strato superficiale del saggio stesso. Alla fine tutti i saggi vengono riuniti e mescolati accuratamente, estraendo dal tutto il campione vero e proprio di circa un chilogrammo, da avviare al laboratorio di analisi.

## Analisi fisica
Si procede così all'analisi fisica, che consiste principalmente nella determinazione della tessitura di un terreno e nella osservazione della sua struttura. Previa essiccazione in stufa del campione, lo stesso viene separato nelle sue frazioni granulometriche grazie ad appositi setacci calibrati. Le quantità di scheletro, sabbia, limo e argilla (espresse in %) vengono utilizzate per determinare la tessitura del terreno, utilizzando appositi grafici triangolari (USDA o ISSS) dove, in base alla concentrazione relativa di sabbia, limo e argilla e al modello interpretativo, vengono individuati i diversi tipi di suolo con una terminologia che ne indica la composizione e il comportamento agronomico (terreno argilloso, argilloso-limoso, limoso argilloso, argilloso-sabbioso, sabbioso argilloso, ecc.). Il tipo di tessitura non influenza solo il comportamento agronomico del terreno, ma anche la sua struttura, cioè il tipo di aggregazione che le particelle del suolo presentano. I terreni sabbiosi hanno struttura incoerente, in quanto i singoli granelli di sabbia non si uniscono per formare grumi, sono quindi sciolti, facilmente lavorabilii e poco compattabili; vi è abbondante macroporosità con conseguente rapida ossidazione e decomposizione della sostanza organica presente nel terreno, e quindi povertà della stessa e di humus stabile. I terreni sabbiosi hanno una bassa capacità di trattenere acqua e sostanze nutritive. I terreni argillosi tendono a formare grumi di terreno grossolani e stabili nel tempo, ottenuti dalle lavorazioni del terreno; presentano microporosità, elevata capacità di trattenere acqua e sostanze nutritive. Tendono però a compattarsi facilmente e a presentare fenomeni di asfissia e ristagno idrico se mal strutturati e con presenza di suole di lavorazione. Se gestiti correttamente presentano una evoluzione equilibrata della sostanza organica, con formazione di humus stabile. I terreni limosi hanno particelle che tendono ad aggregarsi formando suoli duri, relativamente impermeabili, difficilmente lavorabili e con una struttura fragile.
È comunque difficile trovare terreni con queste composizioni estreme, in realtà il suolo agrario presenta composizioni e di conseguenza comportamenti intermedi tra queste.

## Analisi chimica
In seguito viene effettuata un'analisi chimica, che consiste nella determinazione analitica per via chimica della concentrazione dei principali macroelementi (azoto, fosforo, potassio, calcio, magnesio, zolfo) e dei paramentri derivati (sostanza organica, rapporto C/N, Mg/K, capacità di scambio cationico e altre interazioni), dei microelementi (ferro, manganese, zinco, boro, rame). Lo scopo di queste determinazioni è di rilevare l'abbondanza o carenza di macro-,micro-elementi in relazione alla nutrizione vegetale, interazioni positive/negative, eccessi. Vengono inoltre rilevati il pH, la presenza di carbonati e di calcare attivo, la conducibilità elettrica per la stima della salinità del terreno.
L'analisi chimica fornisce una stima della quantità di ogni sostanza presente nel terreno, ma non è in grado di indicare la effettiva disponibilità della sostanza stessa per le piante, a causa del suo comportamento chimico-fisico e della interazione con l'ambiente. Esistono dei modelli che danno delle indicazioni sulla effettiva disponibilità di ogni sostanza presente nel terreno, sia sotto forma di misura analitica, che poi di giudizio sintetico sulla abbondanza di quella sostanza stessa. Per esempio, la stessa quantità in ppm o mg/kg di fosforo può essere bassa in un tipo di terreno, come elevata in un altro tipo di suolo, come pure in relazione al tipo di coltura da attuare.

## Analisi biologica del terreno
Serve a determinare quantità e specie di microorganismi presenti nel suolo (sia benefici che dannosi per le piante), quali attori fondamentali dei processi biochimici del terreno.

## Piano di concimazione
Partendo dai dati ottenuti dall'analisi chimica, un tecnico competente ed abilitato (agrotecnico, perito agrario o agronomo) può fornire un giudizio sul terreno e formulare un adeguato piano di concimazione, indicando, in base alla coltura prevista e alla rotazione agraria ipotizzata, i tempi, i tipi e le quantità di concime organico ed inorganico da apportare alla coltura stessa.